# 多賀城インターチェンジ
多賀城インターチェンジ（たがじょうインターチェンジ）は、宮城県多賀城市南宮にある三陸自動車道（三陸沿岸道路 仙塩道路）のインターチェンジである。

## 概要
当ICは1983年に都市計画決定されたが、構造上片側2車線以上にする必要があった点や限られた事業費等により、長い間着手されなかった。その後、接続道路の整備や仙台東部道路・仙台北部道路との接続、三陸自動車道の延伸等による交通量の増加を経て、ようやく着工、完成に至った。

## 関連年表
- 1983年（昭和58年） - 都市計画決定。この時点では着手せず[2]。
- 1997年（平成9年） - 当ICが属する仙塩道路が暫定2車線で開通。
- 2001年（平成13年） - 仙塩道路が仙台東部道路と接続。
- 2002年（平成14年） - 利府JCT開通により仙塩道路が仙台北部道路と接続。
- 2009年（平成21年） - 当ICの建設と仙塩道路の4車線化を求める住民らの総決起大会が開かれた[3]。
- 2010年（平成22年） - 当ICに接続する宮城県道35号泉塩釜線バイパスが開通[4]。
- 2011年（平成23年） - 東北地方太平洋沖地震（東日本大震災）からの復興事業の一環として仙塩道路の4車線化と当ICの建設が決定[5]。
- 2016年（平成28年）3月27日 - 供用開始[6]。

## 道路

### 本線
- E6 三陸自動車道[1]（37番）

### 接続する道路
- 直接接続
  - 宮城県道35号泉塩釜線

## 料金所
- ブース数：4

### 入口
- ブース数：2
  - ETC専用：1
  - 一般：1

### 出口
- ブース数：2
  - ETC専用：1
  - 一般：1

## 周辺
- 陸前山王駅
- 多賀城市立第二中学校
- 多賀城市役所 山王地区公民館
- 多賀城（特別史跡）
- 東北歴史博物館

## 隣
E6 三陸自動車道（三陸沿岸道路 仙塩道路）
(36) 仙台港北IC - (37) 多賀城IC - (38) 利府JCT

## 形状
ランプウェイは準直結Y型である。

## その他
- 当ICと利府JCTの間は距離が短く、6車線の構造になっている。